# 930
930 (CMXXX) var ett normalår som började en fredag i den julianska kalendern.

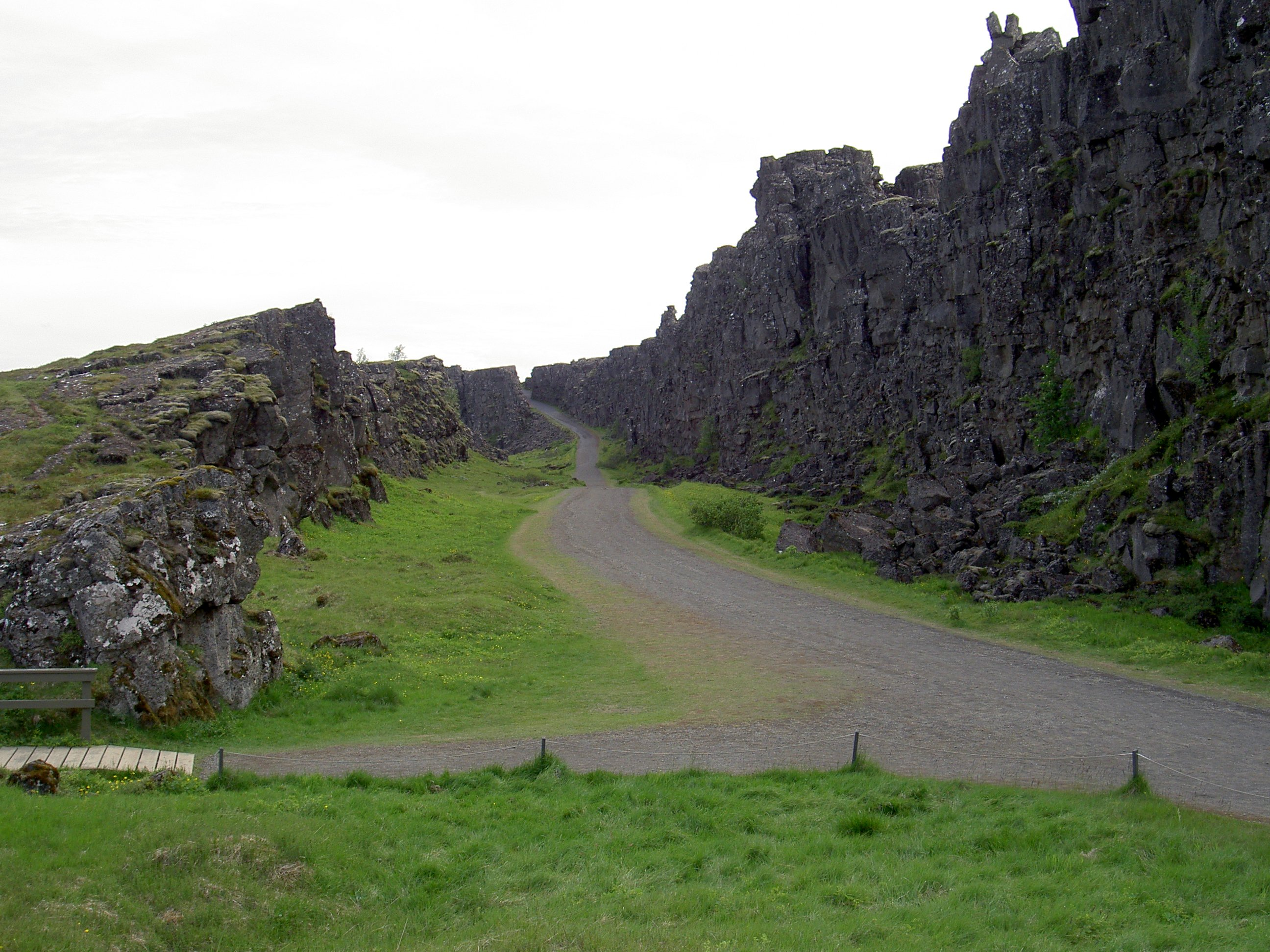
Islands allting grundas.

## Händelser

### Okänt datum
- Alltinget upprättas på Island och den isländska fristaten uppstår därmed.

## Födda
- Govinda IV, kejsare av Rashtrakutadynastin.
- Didda, regerande drottning av Kashmir.

## Avlidna
- Razi, persisk filosof.